# Districte de Shaki
Shaki (àzeri: Şəki), és un districte de l'Azerbaidjan amb el centre administratiu a la ciutat de Shaki.
La superfície del districte és de 2.432,75 km² i la població al cens del 2010 era de 163.300 persones amb una densitat de 67,12 habitants per km².